# Diabolus in Musica
Diabolus in Musica е осми студиен албум на траш метъл групата Slayer. Издаден е на 9 юни 1998 г. от American Recordings.

## Обща информация
„Diabolus in Musica“ е латински термин за Дяволът в музиката. Лиричните теми в албума включват религия, културна девиация, смърт, лудост, война и убийство. Арая има притеснения за текстовете, които Кинг пише за „In the Name of God“, като изразява мнението си на китариста Ханеман. Гледната точка на Кинг е: „Хайде, човече, ти си в Slayer. Ти си антихрист – ти сам го каза в първия албум! Независимо дали си съгласен с него или не, той не го е написал – написах го аз, така че трябва да кажеш: „Е, това е просто част от това, което е тази група“.
Джеф Ханеман пише почти цялото съдържание на албума, който той описва като „най-експериментален Slayer“. „Diabolus in Musica“ дебютира на 31-во място в Billboard 200, с продадени 46 000 копия през първата седмица.
Адриен Бергранд от PopMatters смята, че Slayer въвеждат характеристики в музиката си, включително ниско настроени китари и бластбийтове. Той мисли, че те са възприети в отговор на тогава процъфтяващата ню метъл сцена.
След излизането на албума, групата заминава на турне от 1998 г. до 1999 г. в негова подкрепа със Sepultura, System of a Down, Fear Factory, Kilgore, Clutch, Meshuggah и Sick of It All.
В „Nu Metal“ епизод на документалната поредица „Metal Evolution“ по VH1 от 2011 г., Кери Кинг си спомня за албума:
| „ | Това е единственият запис, на когото наистина не съм обръщал достатъчно внимание, защото бях наистина огорчен каква музика е популярна. Мислех, че беше много момчешки и може би затова беше популярен, не знам. Така, че Diabolus не получи толкова внимание от мен, защото знаете ли, ние не стояхме на фокус. Като погледнахме назад, просто казахме: „Добре, как да напаснем Slayer в съвременното общество?“ Но това вероятно, е най-малко любимият ми албум от дискографията ни. Това е нашият Turbo. [смее се]. | “ |

## Състав
- Том Арая – вокали и бас
- Кери Кинг – китара
- Джеф Ханеман – китара
- Пол Бостаф – барабани

## Песни
| 1.    | Bitter Peace           | 4:32 |
| 2.    | Death's Head           | 3:34 |
| 3.    | Stain of Mind          | 3:24 |
| 4.    | Overt Enemy            | 4:41 |
| 5.    | Perversions of Pain    | 3:33 |
| 6.    | Love to Hate           | 3:07 |
| 7.    | Desire                 | 4:19 |
| 8.    | In the Name of God     | 3:40 |
| 9.    | Scrum                  | 2:16 |
| 10.   | Screaming from the Sky | 3:12 |
| 11.   | Point                  | 4:11 |
| 40:15 |                        |      |